# Billy le menteur
Billy le menteur (Billy Liar) est un film britannique réalisé par John Schlesinger, sorti en 1963.
Le film se déroule dans une petite ville anglaise terne et ennuyeuse, où un jeune mythomane mène une vie imaginaire et trompe tout son entourage.

## Synopsis
Billy Fisher vit dans le Yorkshire avec ses parents et sa grand-mère. Il souhaite s'éloigner de son travail étouffant et de sa vie de famille ennuyeuse. Pour échapper à cette monotonie, il ne cesse de rêver et de fantasmer en s'imaginant être le dirigeant et le héros militaire d'un pays appelé Ambrosia. Dans ses fantasmes, il prononce des discours devant de grandes foules et invente des histoires sur lui-même et sa famille, ce qui lui vaut le surnom de Billy le menteur. Il travaille comme employé de pompes funèbres sous la direction du rigide M. Shadrack et est chargé d'envoyer par la poste une importante cargaison de calendriers publicitaires à des clients potentiels. A la place, il préfère cacher les calendriers et garder l'argent de l'affranchissement. Lorsqu'il aperçoit les calendriers dissimulés dans son armoire, il rêve d'être emprisonné à Wormwood Scrubs pour son méfait. Il est finalement démasqué par Shadrack, qui refuse de le laisser démissionner de son poste tant qu'il n'aura pas remboursé l'argent de l'affranchissement.
Billy aspire alors à obtenir un emploi plus intéressant en tant que scénariste pour le comique Danny Boon mais quand ce dernier arrive en ville, il n'est pas intéressé par les ouvertures du jeune homme. Cependant, Billy raconte à tout le monde que Boon est très intéressé par ses histoires et qu'il va déménager à Londres très bientôt. Billy se complique encore la vie en demandant en mariage deux filles très différentes l'une de l'autre. Il  donné la même bague de fiançailles à chaque fille et ment constamment pour la récupérer de l'une et la donner à l'autre. Rita découvre qu'il a menti en disant que la bague était chez le bijoutier et se présente à la porte de Billy mais il lui ment à nouveau et elle part furieuse. Lorsque le père de Billy l'interroge sur ce qu'il fait avec Rita, Billy lui crie dessus et sa grand-mère, choquée, commence à avoir le souffle coupé et doit s'allonger. Billy se sent coupable mais s'imagine en général en train de gagner une guerre difficile.
Plus tard, Billy se sent également attiré par son ancienne petite amie Liz, qui vient de rentrer de Doncaster. Elle a un esprit libre qui, contrairement à tous les autres habitants de la ville, comprend et accepte l'imagination de Billy. Cependant, elle a plus de courage et de confiance en elle que Billy, comme le montre sa volonté de quitter sa ville natale et de vivre des expériences nouvelles et différentes. Sous la pression, Billy finit par donner rendez-vous à Barbara et Rita le même soir dans la même salle de bal locale. Là, les deux filles découvrent le double engagement et commencent à se disputer. Tous les mensonges de Billy semblent le rattraper lorsqu'il est annoncé publiquement qu'il déménage à Londres pour travailler avec Danny Boon. Un de ses amis le gronde pour avoir menti à sa mère.
Désemparé, Billy rencontre Liz à l'extérieur et partage un interlude romantique avec elle, au cours duquel il partage ses fantasmes sur Ambrosia. Il la demande en mariage et elle accepte avec joie. Elle le presse alors de l'accompagner à Londres ce soir-là et il rentre chez lui pour faire ses bagages mais découvre que sa grand-mère est tombée malade et a été emmenée à l'hôpital. Billy se dispute avec son père, qui a découvert la vérité sur les mensonges de son fils. Billy rejoint sa mère à l'hôpital juste à temps pour apprendre que sa grand-mère est morte. Il se rend ensuite à la gare pour retrouver Liz et le couple monte dans le train mais à la dernière minute, Billy débarque sous prétexte d'acheter une brique de lait pour le voyage. Il tarde à retourner dans le train et lorsqu'il revient, celui-ci est en train de partir. Liz, qui a comprit sa réaction, lui fait signe à la fenêtre avant de disparaitre. 
Billy est laissé seul avec sa valise sur le quai avant de marcher sur une route sombre et déserte qui le ramène chez lui, tout en s'imaginant être à la tête de l'armée d'Ambrosia.

## Fiche technique
- Titre : Billy le menteur
- Titre original : Billy Liar
- Réalisation : John Schlesinger
- Scénario : Willis Hall et Keith Waterhouse d'après son roman Billy Liar
- Musique : Richard Rodney Bennett, dirigée par John Hollingsworth
- Direction de la photographie : Denys N. Coop
- Montage : Roger Cherrill
- Décors : Ray Simm
- Son : Peter Handford
- Production: Joseph Janni
- Sociétés de production : Vic Films, an association avec Waterhall Productions
- Société de distribution en Grande-Bretagne : Anglo-Amalgamated
- Pays de production : Grande-Bretagne
- Format : noir et blanc - 2,35:1 - mono
- Genre : comédie dramatique
- Durée : 98 minutes
- Date de sortie : 1963

## Distribution
- Tom Courtenay : William Terrence 'Billy' Fisher, employé d'une entreprise de pompes funèbres, menteur impénitent
- Julie Christie : Liz, la seule fille qui comprend Billy
- Gwendolyn Watts (en) : Rita, une barmaid à qui Billy a promis le mariage
- Helen Fraser (en) : Barbara, la deuxième fiancée de Billy, une fille nunuche et popote
- Wilfred Pickles : Geoffrey Fisher, le père de Billy
- Mona Washbourne : Alice Fisher, la mère de Billy
- Ethel Griffies : Florence Fisher, la grand-mère de Billy
- Leonard Rossiter : Emmanuel Shadrack, copropriétaire de l'entreprise de pompes funèbres
- Finlay Currie : le conseiller Duxbury, copropriétaire de l'entreprise de pompes funèbres
- Rodney Bewes (en) : Arthur Crabtree, collègue et ami de Billy
- George Innes (en) : Stamp, collègue de Billy
- Patrick Barr : l'inspecteur MacDonald
- Leslie Randall (en) : Danny Boon, un comique célèbre
- Ernest Clark : le directeur de la prison
- John Schlesinger : un officier en rêve